# Intégration de Lebesgue-Stieltjes
En théorie de la mesure, l'intégrale de Lebesgue-Stieltjes généralise les intégrales de Riemann-Stieltjes et de Lebesgue, avec les avantages de la première méthode dans un contexte de théorie de la mesure plus général. L'intégrale de Lebesgue-Stieltjes est l'intégrale de Lebesgue classique faite selon une mesure dite de Lebesgue-Stieltjes, qui peut être associée à une fonction à variation bornée sur la droite réelle. La mesure de Lebesgue–Stieltjes est une mesure de Borel régulière, et réciproquement, toute mesure de Borel régulière sur la droite réelle est d'un tel type.
Les intégrales de Lebesgue–Stieltjes, nommées d'après Henri Lebesgue et Thomas Joannes Stieltjes, sont aussi appelées intégrales de Lebesgue-Radon ou plus simplement intégrales de Radon, du nom de Johann Radon, qui a produit une grande partie de la théorie sur laquelle elle repose. Leurs applications les plus communes sont dans la théorie des probabilités et les processus stochastiques, et dans certaines branches de l'analyse dont la théorie du potentiel.

## Définition
L'intégrale de Lebesgue–Stieltjes
{\displaystyle \int _{a}^{b}f(x)\,\mathrm {d} g(x)}
est définie pour  {\displaystyle f:[a,b]\rightarrow \mathbb {R} }  Borel-mesurable
et bornée et  {\displaystyle g:[a,b]\rightarrow \mathbb {R} }  à variation bornée sur [a, b] et continue à droite, ou si  f  positive et g monotone et continue à droite. On supposera d'abord  f  positive et g croissante et continue à droite. On définit w sur les intervalles : w(]s, t]) = g(t) − g(s) et w({a}) = 0 (si g est continue à gauche, on pourra poser w([s,t)) = g(t) − g(s) et w({b}) = 0).
Par le théorème d'extension de Carathéodory, il existe une unique mesure de Borel μg sur [a, b] égale à w sur tout intervalle I. La mesure μg émerge d'une mesure extérieure (en fait, une mesure métrique définie par
{\displaystyle \mu _{g}(E)=\inf \left\{\sum _{i}w(I_{i})\ :\ E\subset \bigcup _{i}I_{i}\right\}}
l'infimum étant pris sur tous les recouvrements de E par des intervalles semi-ouverts dénombrables. Cette mesure est parfois appelée la mesure de Lebesgue–Stieltjes associée avec g.
L'intégrale de Lebesgue–Stieltjes
{\displaystyle \int _{a}^{b}f(x)\,\mathrm {d} g(x)}
est définie comme l'intégrale de Lebesgue de  f  selon la mesure μg classique. Si g est décroissante, on pose
{\displaystyle \int _{a}^{b}f(x)\,\mathrm {d} g(x):=-\int _{a}^{b}f(x)\,\mathrm {d} (-g)(x),}
et on revient à la définition précédente.
Si g est à variation bornée et  f  est bornée, il est possible d'écrire
{\displaystyle \mathrm {d} g(x)=\mathrm {d} g_{1}(x)-\mathrm {d} g_{2}(x)}
où g1(x) = V x
ag est la variation totale de g sur l'intervalle [a, x], et g2(x) = g1(x) − g(x). Les fonctions g1 et g2 sont toutes deux monotones croissantes. Alors l'intégrale de Lebesgue–Stieltjes selon g est définie par
{\displaystyle \int _{a}^{b}f(x)\,\mathrm {d} g(x)=\int _{a}^{b}f(x)\,\mathrm {d} g_{1}(x)-\int _{a}^{b}f(x)\,\mathrm {d} g_{2}(x),}
avec les deux intégrales définies selon les constructions précédentes.

### Intégrale de Daniell
Une approche alternative (Hewitt et Stromberg 1965) revient à définir l'intégrale de Lebesgue–Stieltjes comme l'intégrale de Daniell par extension de l'intégrale de Riemann–Stieltjes usuelle. Soit g une fonction croissante continue à droite sur [a , b], et on note I( f ) l'intégrale de Riemann–Stieltjes
{\displaystyle I(f)=\int _{a}^{b}f(x)\,\mathrm {d} g(x)}
pour toute fonction continue  f . La fonctionnelle I définit une mesure de Radon sur [a , b]. On peut étendre cette fonctionnelle sur la classe de toutes les fonctions positives en posant :
{\displaystyle {\begin{aligned}{\overline {I}}(h)&=\sup \left\{I(f)\ :\ f\in C[a,b],0\leq f\leq h\right\}\\{\underline {I}}(h)&=\inf \left\{I(f)\ :\ f\in C[a,b],h\leq f\right\}.\end{aligned}}}
Pour les fonctions Borel-mesurables, on a
{\displaystyle {\overline {I}}(h)={\underline {I}}(h),}
et les deux termes peuvent servir à définir l'intégrale de Lebesgue–Stieltjes de h. La mesure extérieure μg est définie par
{\displaystyle \mu _{g}(A)={\underline {I}}(\chi _{A})}
où χA est la fonction indicatrice de A.
Les intégrandes à variation bornée sont considérés comme précédemment en séparant les variations positive et négative.

## Exemple
Supposons  γ : [a, b] → R2 un arc rectifiable sur le plan et  ρ : R2 → [0, ∞[ une fonction Borel-mesurable. Alors on peut définir la longueur de γ selon la métrique euclidienne pondérée par ρ par
{\displaystyle \int _{a}^{b}\rho (\gamma (t))\,\mathrm {d} \ell (t),}
avec {\displaystyle \ell (t)} la longueur de la restriction de γ sur [a, t]. On appelle parfois cette valeur la ρ-longueur de γ. Cette notion est utile pour plusieurs applications : par exemple, dans un terrain boueux, la vitesse à laquelle une personne peut se déplacer va dépendre de la profondeur de boue. Si  ρ(z) désigne l'inverse de la vitesse de marche proche de z, alors la ρ-longueur de γ est le temps nécessaire à traverser γ. Le concept de longueur extrémale (en) utilise cette notion de ρ-longueur de courbes et utilisé dans l'étude des applications conformes.

## Intégration par parties
Une fonction  f  est dite "régulière" au point a si les limites à gauche et à droite  f (a+) et  f (a−) existent, et la fonction prend alors en a la valeur moyenne
{\displaystyle f(a)={\frac {f(a-)+f(a+)}{2}}.}
Soient deux fonctions U et V de variation finie, si en tout point au moins une des deux fonctions entre U et V est continue ou U et V sont régulières, alors on peut définir une intégration par parties pour l'intégrale de Lebesgue–Stieltjes
{\displaystyle \int _{a}^{b}U\,\mathrm {d} V+\int _{a}^{b}V\,\mathrm {d} U=U(b+)V(b+)-U(a-)V(a-),\qquad -\infty <a<b<+\infty .}
Ici, les mesures de Lebesgue–Stieltjes pertinentes sont associées aux versions continues à droite de U et V ; soit en utilisant {\displaystyle {\widetilde {U}}(x)=\lim _{t\to x+}U(t)} et, de façon similaire, {\displaystyle {\widetilde {V}}(x).} L'intervalle borné (a,b) peut être remplacé par un intervalle non borné ]-∞,b), (a,+∞[ ou ]-∞,+∞[ tant que U et V sont de variations finies sur cet intervalle non borné. On peut même étendre aux fonctions à valeurs complexes.
On a également un résultat alternatif d'importance significative en calcul stochastique : pour deux fonctions U et V de variations finies, toutes deux continues à droite et ont des limites à gauche (on parle de fonctions càdlàg) alors on a
{\displaystyle U(t)V(t)=U(0)V(0)+\int _{(0,t]}U(s-)\,\mathrm {d} V(s)+\int _{(0,t]}V(s-)\,\mathrm {d} U(s)+\sum _{u\in (0,t]}\Delta U_{u}\Delta V_{u},}
avec ΔUt = U(t) − U(t−).
Ce résultat peut être vu comme un précurseur du lemme d'Itô, et trouve son application dans la théorie de l'intégration stochastique. Le terme final vaut ΔU(t)ΔV(t) = d[U, V], qui apparait dans la covariation quadratique de U et V. (Le résultat précédent peut être vu comme une proposition précédant l'intégrale de Stratonovich).

## Concepts reliés

### Intégration de Lebesgue
Avec g(x) = x pour tout x réel, alors μg est la mesure de Lebesgue, et l'intégrale de Lebesgue–Stieltjes de  f  selon g se réduit à l'intégrale de Lebesgue de  f .

### Intégration de Riemann–Stieltjes et théorie des probabilités
Soit  f  une fonction réelle à valeurs réelles continue et Φ une fonction réelle croissante, l'intégrale de Lebesgue–Stieltjes est équivalente à l'intégrale de Riemann-Stieltjes, où on écrit souvent
{\displaystyle \int _{a}^{b}f(x)\,\mathrm {d} \Phi (x)}
pour l'intégrale de Lebesgue-Stieltjes, avec la mesure μΦ restant implicite. Ce résultat est commun en théorie des probabilités où Φ est la fonction de répartition d'une variable aléatoire réelle X, alors 
{\displaystyle \int _{-\infty }^{\infty }f(x)\,\mathrm {d} \Phi (x)=\mathbb {E} [f(X)].}